# Página 12

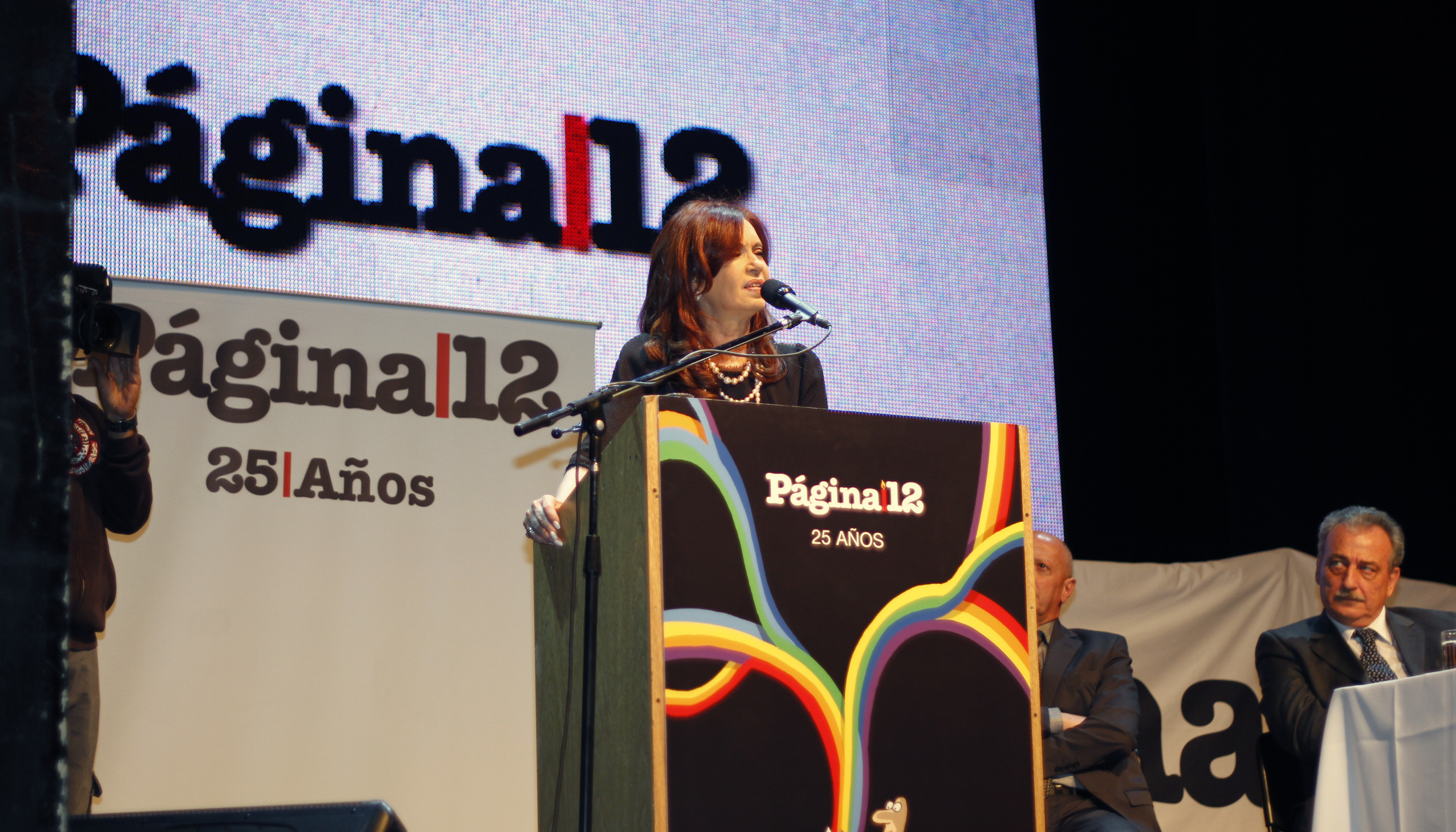
Prezydentka Cristina Fernández de Kirchner przemawia na 25–leciu „Páginy 12” (maj 2012 roku)

Página 12 (zapis stylizowany: Página/12) – lewicowy dziennik w Argentynie.

## Charakterystyka
Jest ogólnokrajową gazetą informacyjno-publicystyczną, wydawaną w Buenos Aires. Należy do wydawnictwa Editorial La Página, które przez wiele lat było własnością biznesmena Fernando Sokołowicza, w 2016 roku zostało kupione przez Grupo Octubre. Jorge Prim i Hugo Sorian, członkowie zarządu gazety, są mniejszościowymi udziałowcami tej spółki. Na początku gazetą kierował Jorge Lanata, który wcześniej był redaktorem naczelnym magazynu „El Porteño”, oraz Ernesto Tiffenberg. Właściciel wydawnictwa, Fernando Sokołowicz przyznał, że na początku gazeta była finansowana przez byłych członków ugrupowania zbrojnego Ejército Revolucionario del Pueblo (ERP), które w 1980 roku utworzyło partię polityczną Movimiento Todos por la Patria (MTP). W 1994 redaktor naczelny Jorge Lanata opuścił „Páginę 12”. Zrezygnował, gdy Sokolowicz podpisał umowę z głównym konkurentem gazety, dziennikiem „Clarín”, w celu uzyskania dofinansowania na działalność wydawniczą. Po Jorge Lancie, pismem kierował jego dotychczasowy zastępca, Ernesto Tiffenberg, który był redaktorem naczelnym do 2018 roku. Za rządów prezydenta Carlosa Menema w latach 1989–1999, „Pagina 12” znana była w całej Ameryce Łacińskiej z dziennikarstwa śledczego. Zyskała wówczas na popularności i stała się trzecią najpoczytniejszą argentyńską gazetą, po dziennikach „Clarín” i „La Nacion”. Od 2003 roku redakcja wspierała administrację prezydenta Néstora Kirchnera, później jego żonę i następczynię na stanowisku prezydenta Cristinę Fernández Kirchner. Przez wiele lat jednym z najbardziej rozpoznawalnych dziennikarzy gazety był Horacio Verbitsky, który pisał dla „Páginy 12” od jej powstania do 2017 roku, według organizacji Reporterzy Bez Granic, odszedł w wyniku presji politycznej na wydawcę.